# Jakub Antonín Pink
Jakub Antonín Pink, též Jacob Anton Pink, nebo Ignatz Jacob Pink, možná také Karl Bing (* kolem 1690 Windigsteig, Dolní Rakousko, † po 1748) - rakousko-český malíř a grafik vrcholného baroka

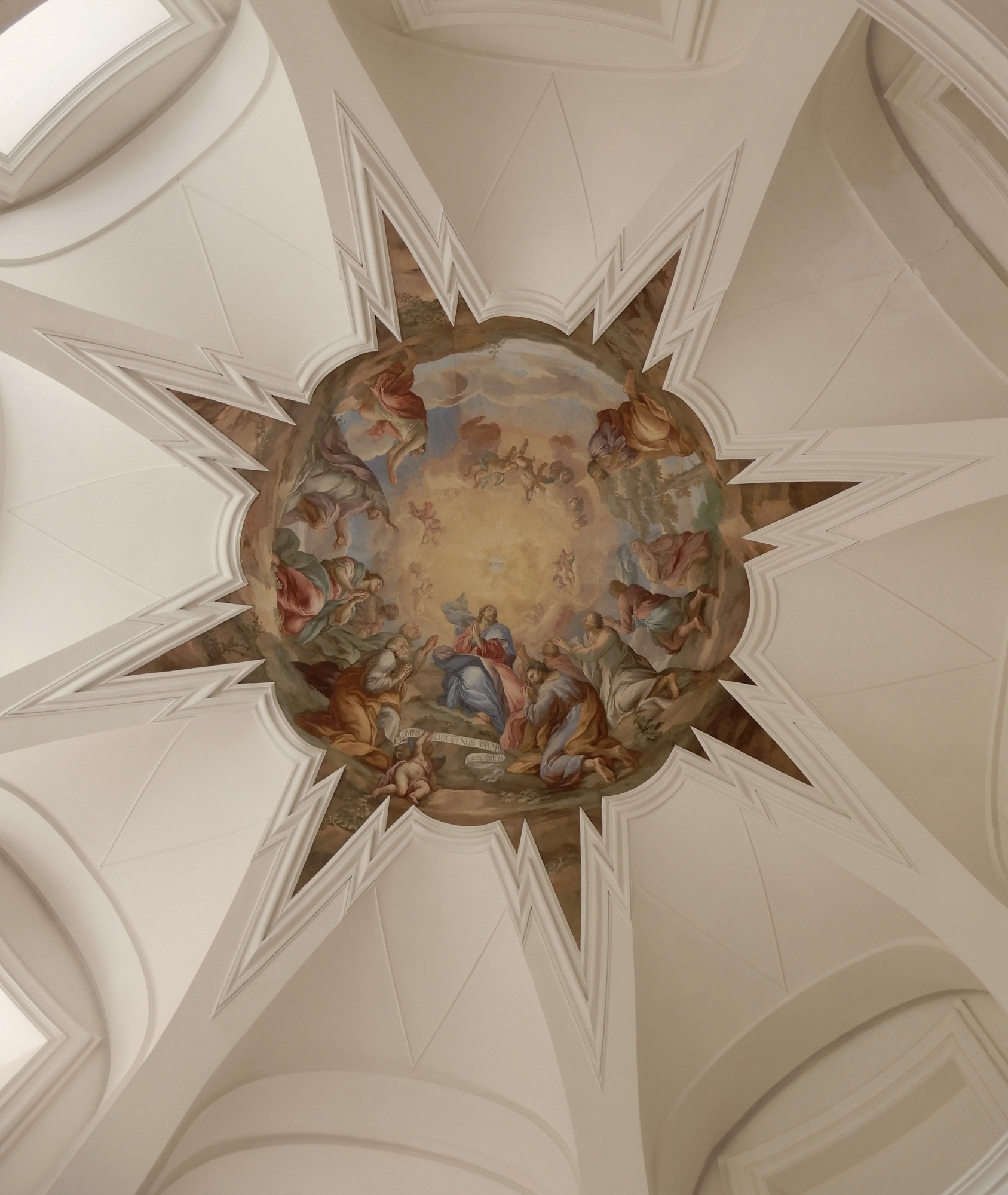
Plasy, klenba klášterní kaple, Nanebevzetí Panny Marie, maloval Jakub Antonín Pink

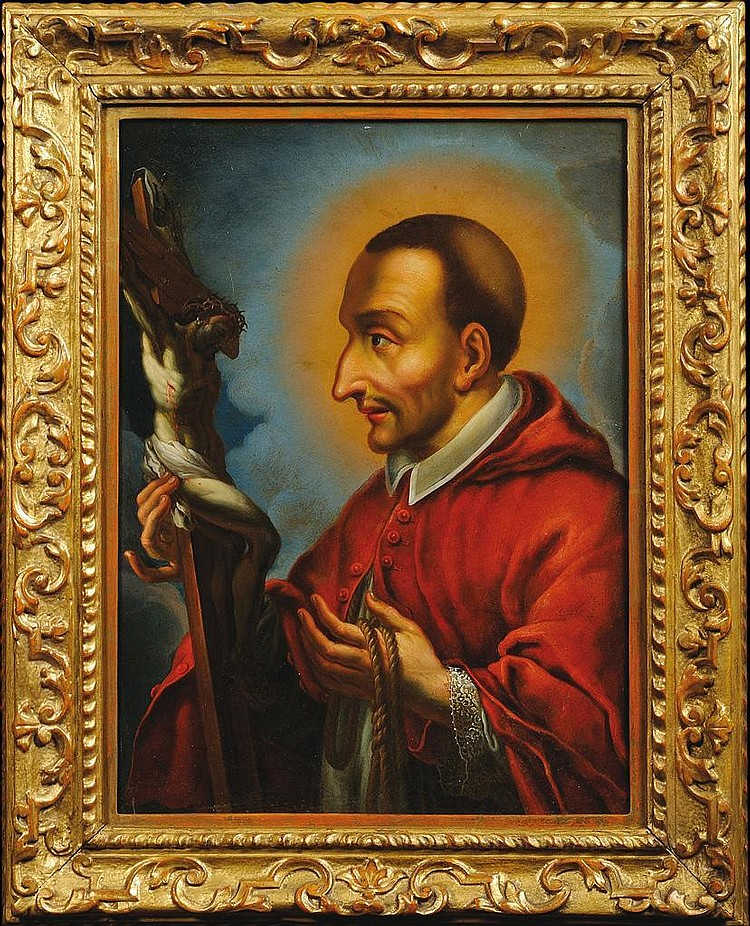
Jakub Antonín Pink, Sv. Karel Boromejský, olejomalba na plátně, kolem 1740

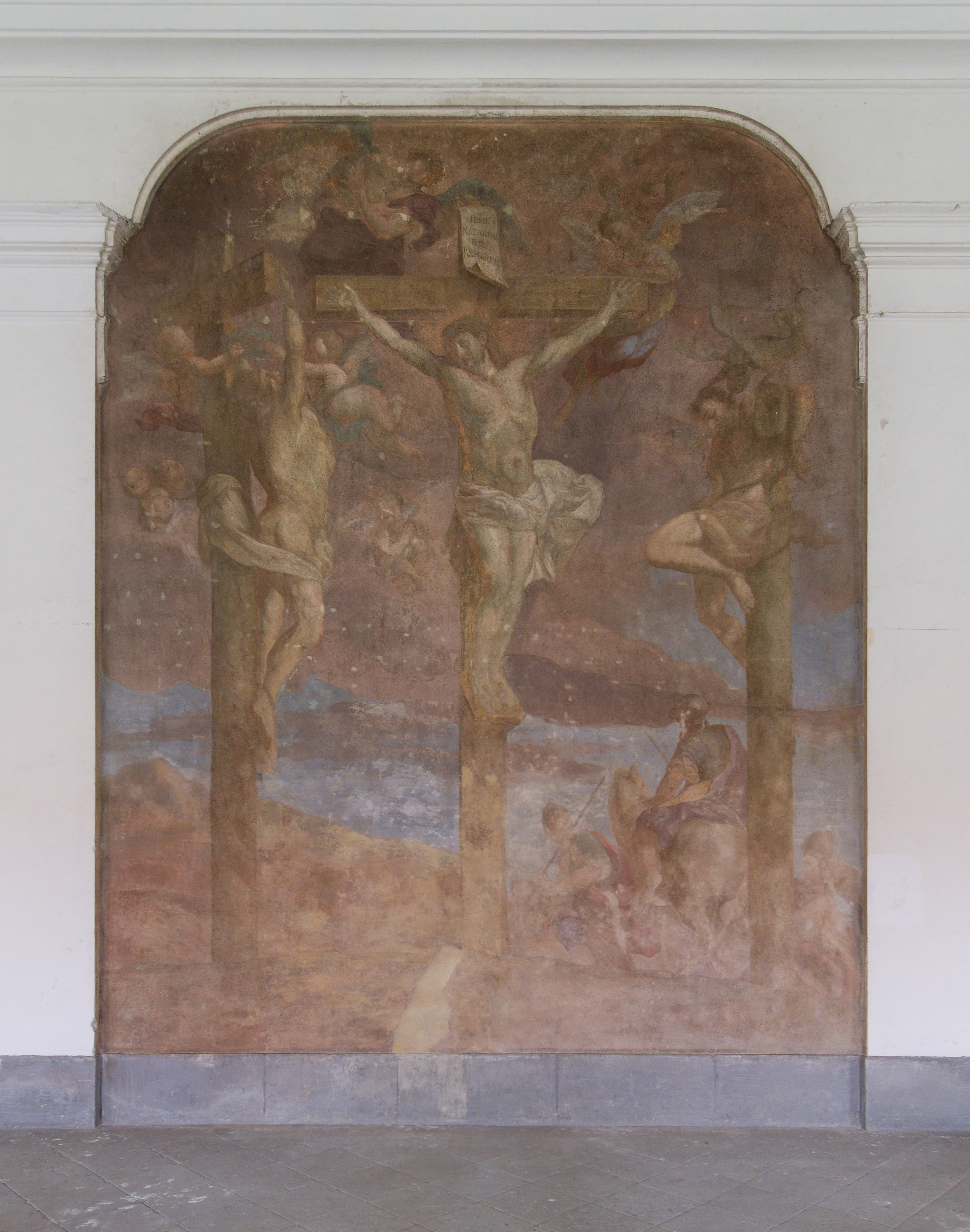
Kalvárie, nástěnná malba v Konventu Klášter Plasy.

## Život
Narodil se ve farnosti, inkorporované cisterciáckému klášteru ve Zwettlu. Není známo, kde se vyučil, pro klášter ve Zwettlu pracoval do roku 1707. Od roku 1710 je doložen matrikami v Kralovicích, kde se usadil dlouhodobě. 30. července 1712 se oženil v Praze na Novém Městě u sv. Jindřicha se slečnou Marií Magdalénou Langovou. Jeho členství v malířském cechu ani práce v Praze však zatím nebyly doloženy. Mohl se živit jinou profesí, nebo pracovat jako anonymní pomocník jiného malíře.
V Kralovicích opět v roce 1717 "požádal o dobré sousedství" a věnoval dar na obnovu zchátralého špitálu. Tamže se roku 1720 podruhé oženil, a to s Majdalenou, dcerou Antonína Langera z Hodkova. Pracoval dále v klášteře cisterciáků v Plasech, kde pro konventní kostel v letech 1735–1736 namaloval oltářní obrazy sv. Bartoloměje, sv. Jana Nepomuckého, čtyři obrazy pro oltáře sv. Judy Tadeáše a sv. Dismase. Dále tam roku 1731 vytvořil neúplně dochovaný soubor dvou desítek miniaturních maleb světců, světic a starozákonních postav na lasturách s erbem plaského opata Tyttla na rubu.
V letech 1732–1740 spolu s Františkem Antonínem Müllerem a Josefem Kramolínem namaloval cyklus fresek s náměty z dějin cisterciáckého řádu v kaplích a na chodbách konventu v 1. patře. Nedochoval se však žádný ze jmenovaných oltářních obrazů z klášterního kostela v Plasech. Tamní Pinkova kariéra a majetkový vzestup jsou spojeny se zakázkami opata Evžena Tyttla. Pracoval také na fresce s mariánským sloupem ve špitálu v Plasech (1736) a patronátní kostely plaského proboštství cisterciáků ve Všehrdech (oltářní obraz sv. Prokopa) v Mariánské Týnici. Dále byl činný pro klášter cisterciáků v Oseku. Po smrti opata Tyttla roku 1738 Pink odešel definitivně do Prahy, kde se jako měšťan zmiňuje již mezi léty 1733–1738. Cestoval daleko více, než písemné prameny zaznamenaly. Pod jménem Karl Bing(s) mohl pracovat i pro premonstrátský klášter v Teplé. Rokem 1737 jsou datovány dva oltářní obrazy v klášterním kostele ve Zwettlu.

## Dílo
Kromě fresek v Plasech a Mariánské Týnici vytvořil dosud neurčený počet olejomaleb světců. Můžeme si o nich udělat představu podle ikonograficky bohatého cyklu obrazů světců a světic (nejen) řádu cisterciáků, jehož grafické předlohy roku 1748 v Praze předložil pro mědirytiny Antonínu Birkhardtovi. Podle Jana Quirina Jahna poslední obraze namaloval roku 1748. Jednotlivé obrazy svatých dodával do dalších, dosud neurčených kostelů v Čechách a v Rakousku.

## Sbírky
Svými díly je zastoupen mj. ve sbírkách kláštera premonstrátů na Strahově, Národního muzea v Praze, regionálního muzea a galerie v Mariánské Týnici a v Moravské galerii v Brně.